# Пуховська Людмила Прокопівна
Людми́ла Проко́півна Пухо́вська — українська науковиця. Професор; доктор педагогічних наук.

## З життєпису
1998 року здобула науковий ступінь доктора педагогічних наук — «Теорія і методика професійної освіти». Провідний науковий співробітник лабораторії зарубіжних систем професійної освіти.
Очолювала відділ зарубіжної педагогічної освіти і освіти дорослих в 1999—2006 роках; університет менеджменту освіти. Одночасно працювала в Інститут професійно-технічної освіти (Київ)
Нагороджена Почесною грамотою Кабінету Міністрів України.
Серед робіт:
- «Професійна підготовка вчителів у Західній Європі: спільність і розбіжності» (1997)[3]
- «Компетентнісний підхід до підготовки педагогів у зарубіжних країнах: теорія та практика: монографія»; автори Авшенюк Наталія Миколаївна, Десятов Тимофій Михайлович, Дяченко Людмила Миколаївна, Постригач Надія Олегівна, О. В. Сулима.
- «Професійний розвиток персоналу підприємств у країнах Європейського Союзу»; 2015 — вона та Ворначев Андрій Олександрович, Сніжана Олексіївна Леу[4]
- «Міжнародні та вітчизняні тренди розвитку Центрів професійної досконалості» — вона та Сніжана Леу-Севериненко; 2020.